# 幌別矿山
幌別矿山位于北海道登别市，产出金，银，铜、硫等。

## 历史
- 1873年-美国人调查勘探此地。（没有判断蕴含量）

- 1892年-业者试采后，命名矿山为幌別矿山。

- 1906年-正式开始开发。

- 1907年-幌別矿山至幌別停车场的铁路（9.6公里）完成。幌別小学校附属矿山教授所开设（儿童数30人左右）。

- 1908年-精炼厂（熔炉1米，高度5.5米3座）建设完成。

- 1909年-幌別矿山到旭矿的轨道开通（4.6千米）。幌別小学旭特别教授场建校。

- 1916年-幌別矿山邮局开业。

- 1920年-迎来了最盛时期，硫生产量日本第一。

- 1927年-铁路从蒸汽机车换成汽油机车。

- 1953年-幌別矿山中学和小学被合并。

- 1954年-矿山轨道撤去。

- 1971年-硫磺的精炼中止。

- 1973年-北海道硫磺株式会社封矿。

- 1974年-矿山中小学校停办。